# Chornukhy (huyện)
Huyện Chornukhy (tiếng Ukraina: Чорнухинський район, chuyển tự: Chornukhys’kyi raion) là một huyện của tỉnh Poltava thuộc Ukraina. Huyện Chornukhy có diện tích 682 kilômét vuông, dân số theo điều tra dân số ngày 5 tháng 12 năm 2001 là 16227 người với mật độ 24 người/km2. Trung tâm huyện nằm ở Chornukhy.